# 满洲国陆军军官学校
满洲国陆军军官学校位于满洲国新京（今吉林长春）东郊拉拉屯（旧称同德台）的高地上（今东方广场街道自由大路与东四环路交会处）。1939年3月，满洲国参照日本陆军士官学校的模式，建立了正规化的军官学校，全称爲满洲国新京陆军军官学校。

## 简介
满洲国新京陆军军官学校的招生不参加统考，由学校单独招生，考试科目与一般大学相同，分别为数学、物理、化学、汉语、日语、历史、地理7科。除了上述文化考试外，身体检查也是相当严格的。
从1939年3月一直到1945年8月的6年多里，该校共招收了7届学生，前后共有近3300名学生进入该校学习。其中，第三届和第六届从日本报考日本陆军士官学校的合格学生中，直接招收了共200名日本留学生，其馀的学生都是从满洲国具有高中毕业学历的学生中招录的，这些人中当然也包括来自中国、日本、韩国等国家的学生。该校最著名的学生当属以后成为韩国总统，并引领韩国走上经济腾飞之路的朴正熙。当年，他就是满洲国新京陆军军官学校二期的学员。
学员完成两年预科学习后，授予上等兵军衔，下放到部队实习，半年后预科结业，授予中士军衔，进入本科学习，成爲军官候补生；再经两年的本科学习后，授予上士军衔并毕业；再到部队见习半年后，成爲正式军官，授予少尉军衔。
因爲这里是完全模仿日本陆军士官学校而建立的军官学校，所以不光是照搬教材和学校管理，就连教育风格和武士道精神也是一脉相承的。所以这里培养出的学生成为满洲国军队和日本军队中的骨干。
1943年后，第四届学生从这里毕业，前三期毕业的大部分毕业生基本都上了战场。1945年8月，这里的一部分中国学生调转枪口，跟日军作战。日本战败投降后，当时尚未毕业的中国学生一部分转入国民政府组建的东北大学继续学习，另一部分直接加入了国民革命军，在长春被收编为国军第四纵队，后被派驻营口。第二次国共内战时期，这隻部队投奔了中国人民解放军，该部队当时的骨干就是当年满洲国新京陆军军官学校的毕业生。
中华人民共和国成立后，在原址建立了中国人民解放军陆军装甲兵学院士官学校。